# Kui (langue)
Le kui (également nommé  kandh, khondi, khond, khondo, kanda, kodu (kōdu), kodulu, kuinga (kūinga), kuy) est une langue de l’Inde qui appartient au groupe central méridional de la famille dravidienne. Elle est parlée par les Kondhs. 
Elle est surtout parlée dans l’Orissa et elle est écrite avec l’écriture oriya. Au recensement de 1991, elle est classée comme la 29e langue maternelle la plus parlée de l’Inde avec 641 642 locuteurs.
Elle est apparentée aux langues gondi, konda et kuvi.